# Mariska Koster
Mariska Koster (7 mei 1986) is een voormalig Nederlands volleyballer.
Koster was middenaanvaller en kwam sinds 2005 uit voor het eerste damesteam van Sliedrecht Sport, waar zij in 2010 de aanvoerdersrol overnam van de vertrokken Nienke de Waard. Met dit team veroverde zij in 2012 zowel de landstitel als de nationale beker en in 2013 wederom de landstitel.
Koster werd in 2006 Europees studentenkampioen Volleybal.
Koster begon op 10-jarige leeftijd met volleybal en kwam eerder uit voor Vollido en Ekspalvo. In 2015 beëindigde zij haar carrière.